# Sandwich au pastrami
Le sandwich au pastrami est une spécialité gastronomique de la ville de New York. Il est servi dans de nombreux restaurants de type delicatessen.

## Description

### Préparation de la viande
Le sandwich au pastrami est la version new-yorkaise du sandwich au corned-beef ou du sandwich à la viande fumée de Montréal (smoked meat). La différence entre le sandwich de Montréal et le sandwich new-yorkais réside dans le choix et la préparation de la viande.
Le pastrami n'est en soi pas un morceau de viande, mais une façon de conserver et préparer celui-ci. Le pastrami est préparé à partir de la coupe dite du « gros bout de poitrine de bœuf ». La préparation de la viande consiste à un saumurage de celle-ci, un assaisonnement avec un mélange d'herbes et d'épices, le fumage et la cuisson à la vapeur.

### Composition du sandwich
Le sandwich au pastrami est généralement servi chaud, le processus de cuisson à la vapeur et de découpage en tranches étant fait sur place, à la commande. La viande est coupée en tranches très fines, à la main et non à la machine afin de conserver sa température. La viande découpée est placée entre deux tranches de pain ; le pain utilisé est un pain de type rye bread, qui se traduit littéralement par « pain de seigle » et qui s'apparente au pumpernickel allemand.
En termes de sauce, de la moutarde américaine (yellow mustard) ou de la sauce russe (russian dressing) peut accommoder le sandwich. Du fromage fondant (fromage américain ou suisse) peut également être ajouté, mais cette pratique n'est pas cachère et les établissements new-yorkais authentiquement cacher ne peuvent servir des laitages avec de la viande car non conforme à la loi juive.
Le sandwich est traditionnellement servi avec des pickles et du coleslaw.

## Histoire
Le pastrami est introduit aux États-Unis durant la seconde moitié du XIXe siècle par les immigrants juifs d'Europe de l'Est qui s'installent majoritairement à New York.